# Manfred Mann's Earth Band

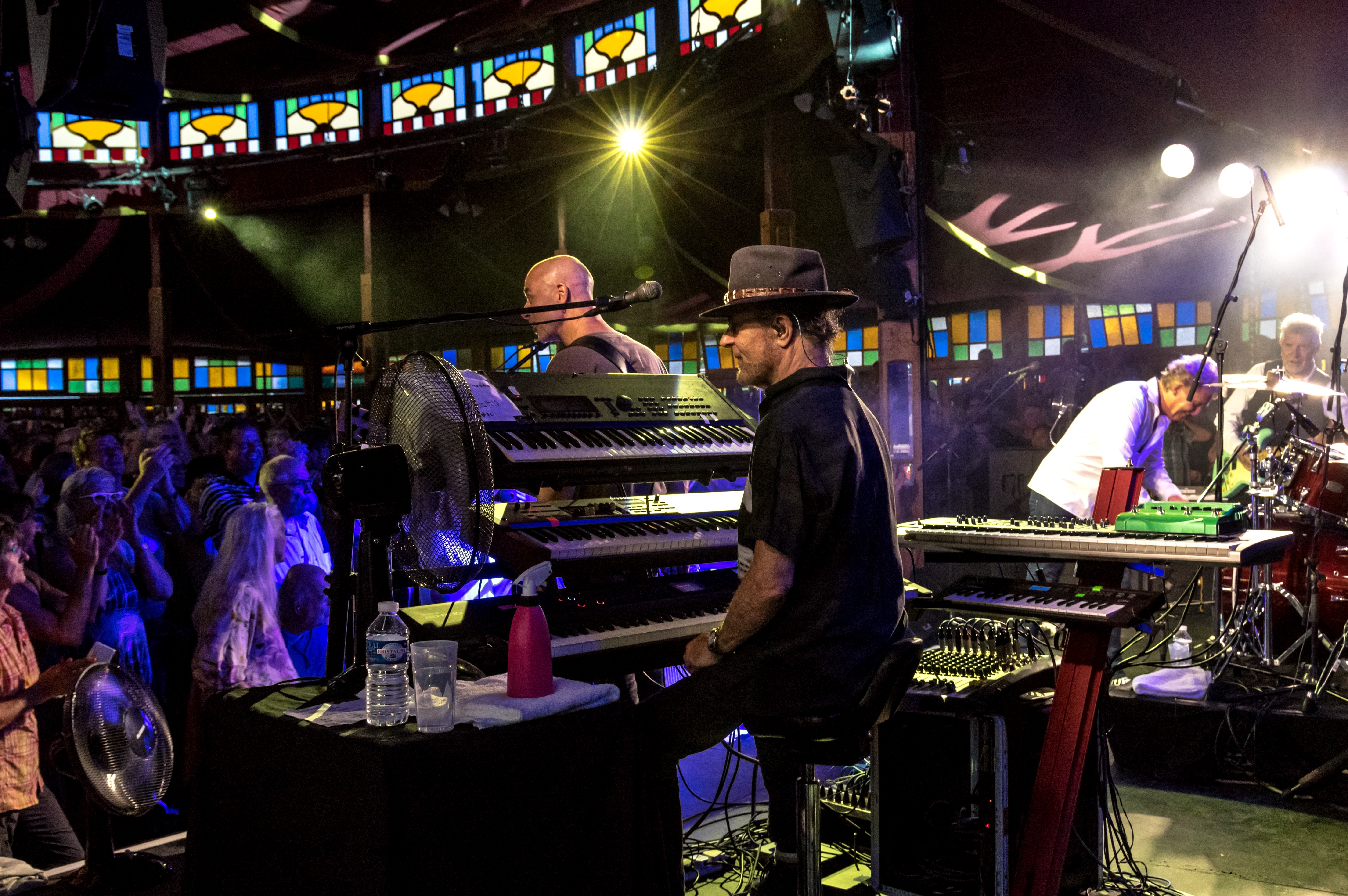
Manfred Mann's earth band, Zelt-Musik-Festival en 2017 Friburgo de Brisgovia, Alemania

Manfred Mann's Earth Band es un grupo británico de rock progresivo formado en Londres en 1971 por el músico sudafricano Manfred Mann.(Manfred Mann es el nombre artístico de Manfred Lubowitz.)

## Inicios y años 70
Manfred Mann's Earth Band nace en 1971 como secuela del anterior grupo de Mann: Manfred Mann Chapter Three, el cual llegó a editar dos álbumes durante su corta vida, entre 1969 y 1970, combinando el jazz rock con incipientes sonoridades progresivas, que se cristalizarían en la Earth Band más plenamente.
Para este proyecto Mann se rodeó de nuevos músicos, quienes dieron forma a un álbum debut homónimo editado a principios de 1972: el guitarrista y vocalista Mick Rogers, el bajista Colin Pattenden y un joven Chris Slade en batería, quien luego sería parte de grupos como AC/DC, Uriah Heep, The Firm o Asia, entre otros.
Hacia fines de 1972 la Earth Band edita un segundo LP, Glorified Magnified, seguido de una serie de álbumes que marcarían la época cásica de la banda, entre 1973 y 1976: Messin', Solar Fire, The Good Earth y Nightingales & Bombers, todos grabados con la misma formación, tras lo cual el cantante y guitarrista Mick Rogers se aleja del grupo.
Para The Roaring Silence de 1976 es convocado el cantante y guitarrista Chris Hamlet Thompson, más un guitarrista líder, Dave Flett, pasando Manfred Mann's Earth Band a ser un quinteto, no obstante Mick Rogers participa en coros.
De aquí en más las formaciones de la Earth Band comienzan a tornarse más inestables: para el siguiente álbum Watch (1978), el bajista Colin Pattenden es reemplazado por Pat King, mientras que en Angel Station, de 1979, Geoff Britton reemplaza a Chris Slade, al tiempo que aparece el guitarrista y cantante Steve Waller haciéndose cargo de las voces junto a Chris Hamlet Thompson.

## Años posteriores
Durante los años 80 el grupo lanza una seguidilla de nuevos álbumes, como Chance de 1980 (donde participa el compatriota de Mann, Trevor Rabin, antes de ser conocido por su trabajo en Yes), Somewhere in Afrika (1983, también con Rabin), el disco en vivo Budapest Live de 1984, Criminal Tango, de 1986 (con el retorno del miembro original Mick Rogers), y Masque, de 1987, tras lo cual Mann desactiva el grupo momentáneamente, volviéndose sus trabajos discográficos, a partir de aquí, mucho menos frecuentes.
Mann retorna cuatro años más tarde, en 1991, con un disco llamado Plains Music, aunque no usa específicamente el nombre de Manfred Mann's Earth Band, lo cual sí hace con un siguiente álbum: Soft Vengeance, de 1996, y el directo Mann Alive, de 1998, el cual fue grabado durante la gira del disco anterior.
En la década del 2000 la Manfred Mann's Earth Band sólo ha producido un disco: 2006, editado en 2004, aunque el grupo sigue activo, con actuaciones en directo, especialmente en Europa.

## Discografía
Álbumes
- Manfred Mann's Earth Band (1972)
- Glorified Magnified (1972)
- Messin' (1973)
- Solar Fire (1973)
- The Good Earth (1974)
- Nightingales & Bombers (1975)
- The Roaring Silence (1976) UK # 10[1]
- Watch (1978) UK # 33[1]
- Angel Station (1979) UK # 30[1]
- Chance (1980)
- Somewhere in Afrika (1983) UK # 87[1]
- Budapest Live (en vivo, 1984)
- Criminal Tango (1986)
- Masque (1987)
- Plains Music (como "Manfred Mann's Plains Music", 1991)
- Soft Vengeance (1996)
- Mann Alive (en vivo, 1998)
- 2006 (2004)